# カルパイン-1
カルパイン-1(Calpain-1, EC 3.4.22.52)は、酵素である。以下の化学反応を触媒する。
広い基質特異性のエンドペプチダーゼ活性を持つ。
この酵素は、ペプチダーゼファミリーC2に分類される。